# Барвінський Іван Григорович
Іва́н Григо́рович Барві́нський (30 квітня 1833, с. Шляхтинці, нині Тернопільський район, Тернопільська область — 1900, с. Постолівка, нині Гусятинський район, Тернопільська область) — український священник (УГКЦ), культурно-громадський діяч.

## Життєпис
Народився 30 квітня 1833 року в с. Шляхтинці (Королівство Галичини та Володимирії, Австрійська імперія, нині Тернопільський район, Тернопільська область, Україна). Син Григорія Барвінського. Брат Володимира, Іполита, Олександра й Осипа Барвінських.
Закінчив Першу класичну гімназію у Тернополі (тоді німецькомовну), у 1852–1856 роках навчався на богословському факультеті Львівського університету.
Від 1858 року — адміністратор у с. Тростянець (нині Зборівського району), з 1859-го — сотрудник (помічник священника) в с. Перемилів (нині Гусятинського району). Згодом — адміністратор у селі Сков'ятин (нині Борщівського району). Від 1865 року — парох у с. Постолівка (нині — Гусятинського району).
Після отримання крилошанських відзнак — заступник декана Гусятинського деканату. Член повітової ради.
Помер 1900 року в с. Постолівка (нині Гусятинський район, Тернопільська область, Україна).
У ЛНБ зберігається 79 листів Барвінського до його братів.